# Светско првенство у фудбалу за жене 2003. − група Ц
Група Ц ФИФА Светског првенства за жене 2003. била је једна од такмичарских група коју су чиниле Аргентина, Канада, Немачка и Јапан. За ову групу такмичење је почело 20. септембра, а последње утакмице одигране су 27. септембра. Највише утакмица је одиграно на стадиону Коламбус кру у Коламбусу. Немачка је победила у сваком мечу, док Аргентина није успела да добије ниједан меч. Иако је победио Аргентину са 6 : 0, Јапан није успео да иде даље, док је млади тим Канаде изненађујуће прошао у друго коло.

## Табела
| Pos | Тим       | О | П | Н | И | ГД | ГП | ГР  | Бод. | Qualification                   |
| --- | --------- | - | - | - | - | -- | -- | --- | ---- | ------------------------------- |
| 1   | Немачка   | 3 | 3 | 0 | 0 | 13 | 2  | +11 | 9    | Квалификовала се за нокаут фазу |
| 2   | Канада    | 3 | 2 | 0 | 1 | 7  | 5  | +2  | 6    | Квалификовала се за нокаут фазу |
| 3   | Јапан     | 3 | 1 | 0 | 2 | 7  | 6  | +1  | 3    |                                 |
| 4   | Аргентина | 3 | 0 | 0 | 3 | 1  | 15 | −14 | 0    |                                 |

## Утакмице
Сва времена су локална UTC-4

### Немачка и Канада
| Немачка                                                                                        | (4 : 1)  | Канада               |
| ---------------------------------------------------------------------------------------------- | -------- | -------------------- |
| - Бетина Вегман 39’ (пен.) - Стефани Готшлих 47’ - Биргит Принц 75’ - Керстин Гарефрекес 90+2’ | Извештај | - Кристин Синклер 4’ |

| Играч утакмице: Марен Мајнерт (Немачка) Званичници Помоћне судије: Чој Сок-Џин (Јужна Кореја) Хонг Кум-Њо (Северна Кореја) Четврти судија: Сандра Хант (САД) |

### Јапан и Аргентина
| Јапан                                                               | (6 : 0)  | Аргентина |
| ------------------------------------------------------------------- | -------- | --------- |
| - Хомаре Сава 13’, 38’ - Еми Јамамото 64’ - Мио Отани 72’, 75’, 80’ | Извештај |           |

| Играч утакмице: Еми Јамамото (Јапан) Званичници Помоћне судије: Емилија Парваинен (Финска) Енди Реган (Северна Ирска) Четврти судија: Сендра Хант (САД) |

### Немачка и Јапан
| Немачка                                     | (3 : 0)  | Јапан |
| ------------------------------------------- | -------- | ----- |
| - Сандра Минерт 23’ - Биргит Принц 36’, 66’ | Извештај |       |

| Играч утакмице: Бетина Вегман (Немачка) Званичници Помоћне судије: Клајди маеи Рибеиро (Бразил) Марлеј Силва (Бразил) Четврти судија: Сандра Хант (САД) |

### Канада и Аргентина
| Канада                                              | (3 : 0)  | Аргентина |
| --------------------------------------------------- | -------- | --------- |
| - Шармејн Хупер 19’ (пен.) - Кристин Латам 79’, 82’ | Извештај |           |

| Играч утакмице: Кристин Латам (Канада) Званичници Помоћне судије: Елке Лит (Швајцарска) Нели Вијенот (Француске) Четврти судија: Сандра Хант (САД) |

### Канада и Јапан
| Канада                                                    | (3 : 1)  | Јапан             |
| --------------------------------------------------------- | -------- | ----------------- |
| - Кристин Латам 36’ - Кристин Синклер 49’ - Кара Ланг 72’ | Извештај | - Хомаре Сава 20’ |

| Играч утакмице: Томоми Мијамото (Јапан) Званичници Помоћне судије: Чој Со-Џин (Јужна Кореја) Хонг Кум-Нјо (Северна Кореја) Четврти судија: Никол Петиг (Швајцарска) |

### Аргентина и Немачка
| Аргентина           | (1 : 6)  | Немачка |
| ------------------- | -------- | --- |
| - Јанина Гајтан 71’ | Извештај | - Марен Мајнерт 3’, 43’ - Бетина Вегман 24’ (пен.) - Биргит Принц 32’ - Кони Полерс 89’ - Мартина Милер 90+2’ |

| Играч утакмице: Биргит Принц (Немачка) Званичници Помоћне судије:' Елке Лити (Шцвајцарска) Љу Хсиу-меј (Кинески Тајпеј) Четврти судија: Сендра Хант (САД) |